# Petevezeték

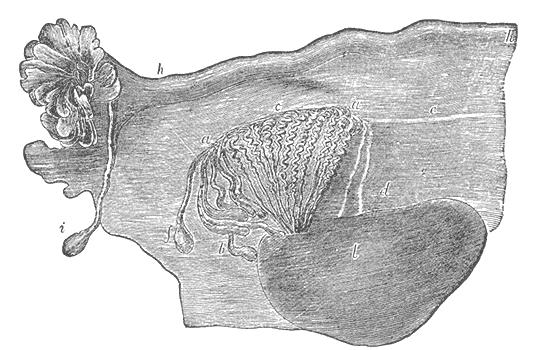
Petevezeték (méhkürt; tuba uterina)

A petevezeték, méhkürt (tuba uterina; salpinx) páros, csőszerű kismedencei szerv, amely a széles méhszalag felső szélén a petefészek közvetlen környezetéből a méh üregébe vezet. A tüszőrepedés (ovulatio) során a petefészekből kiszabadult petesejt ezen keresztül halad a méh ürege felé. A hímivarsejtek (spermium) ebbe felhatolva termékenyítik meg a petesejtet.

## Anatómia
Hossza mintegy 10-13 cm. A kismedencében a széles méhszalag felső szélén megközelítőleg harántul fut. Oldalsó nyílása (ostium abdominale tubae uterinae) lényegében a hashártya üregébe (cavum peritonei) nyílik. Itt tölcsérszerűen kitágul (infundibulum tubae uterinae) és ráborul a petefészek felső pólusára. A tölcsér széle rojtos, egy rojt közvetlenül is tapad a petefészekhez. A tölcsértől a méh ürege felé haladva a petevezeték fokozatosan vékonyodik. Ennek megfelelően ampulláris (ampulla tubae uterinae), isztmikus (isthmus tubae uteinae) szakaszokat különböztetünk meg rajta. Utolsó szakasza már a méh falán halad keresztül (pars uterina), és a méh háromszögletű üregébe az üreg felső sarkainál szájadzik be (ostium uterinum tubae) A méhkürt nyálkahártyáján a nyákréteg a méhüreg irányába folyamatos áramlásban van. Ez, valamint a petevezeték falában lévő simaizomrétegek hullámszerűen tovahaladó (perisztaltikus) összehúzódásai biztosítják a kiszabadult petesejt vándorlását a méh ürege felé. Az áramlás irányítja hím ivarsejtek mozgását, amelyek aktív ostoros mozgással, az áramlással szemben haladva jutnak fel a petevezetéken. A nyákréteg áramlásának védő funkciója is van, megakadályozza a kórokozók felhatolását. A női hashártyaüreg ugyanis anatómiailag a hüvelyen, a méh nyakcsatornáján és a méhkürtön keresztül tulajdonképpen nyitott a külvilág felé, a nyakcsatornában lévő nyákcsap és nyákréteg áramlása zárja le funkcionálisan. Ezen a gátrendszeren a spermiumok – sajátos tulajdonságaiknak köszönhetően – át tudnak hatolni. (Esetenként sajnos bizonyos kórokozók is, mint pl. a kankó (tripper; gonorrhoea) kórokozói, aminek hashártyagyulladás a következménye.)

## Falszerkezet

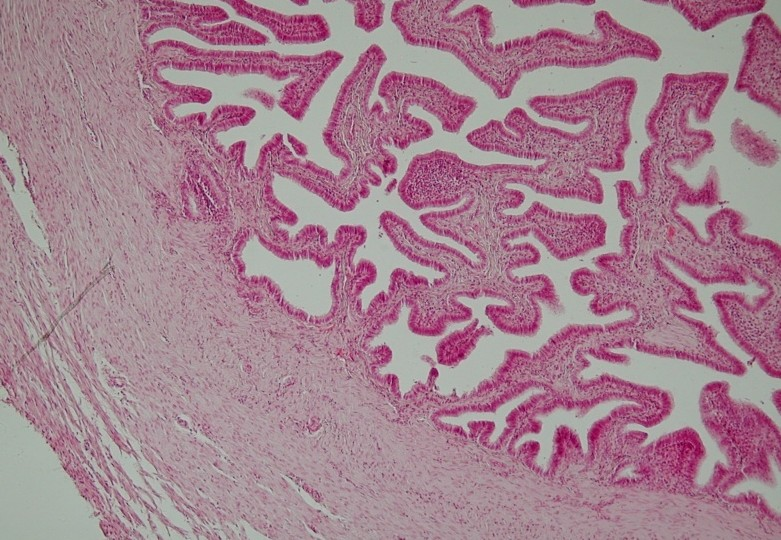
A petevezeték szövettani képe

Belső felszínét redőzött nyálkahártya borítja. A redőzöttség annál erősebb, minél nagyobb az adott szakasz átmérője. A hámfelszín egyrétegű hengerhám, aminek sejtjei között csillós, csillótlan és nyáktermelő szekretoros sejtek találhatók. Hámszövet reagál a menstruációs ciklussorán bekövetkező hormonszint változásokra. Az ösztrogén hatás fázisa alatt magasabb, a progeszteron hatás fázisában alacsonyabbá válik, csak a nyáktermelő kehelysejtek emelkednek jobban ki ("szögsejtek"). A hámfelszín alatti viszonylag vékony laza rostos kötőszövet képezi a redők alapvázát, és közvetlenül kapcsolódik a belső izomréteghez. Az izomréteg simaizomból áll, amelynek belső körkörös és külső hosszanti rétege között nincs éles határ. A simaizom biztosítja a petevezetéknek a méh irányába futó tovahaladó összehúzódásait.

## Hashártyaviszonyok
Hashártyával borított (intraperitoneális) szerv. A méh két oldalán található, felfelé háztetőszerűen összetérő hashártya-kettőzetek, a széles méhszalagok (ligamentum latum) felső szélében („tetőgerincén”) húzódnak. A hashártya-kettőzet legfelső, petevezetéket rögzítő része a mezoszalpinx. 

## Vérellátás
A méh fő artériájának egy mellékága, amely a mezoszalpinxban anasztomózist képez a petefészek fő artériájával. Gyűjtőerei a verőerek mentén futnak.

## Nyirokelvezetés
Az aorta menti nyirokcsomók felé.

## Fejlődéstan
A Müller-cső származéka.

## Külső linkek
- Menstrual Cycle – Merck (angolul)
- Blue Histology Archiválva 2010. december 1-i dátummal a Wayback Machine-ben (angolul)